# A Cinderella Story: Once Upon a Song
A Cinderella Story: Once Upon a Song (Conocida como Una Cenicienta moderna 3 en España, y La nueva cenicienta: había una vez una canción o La nueva cenicienta 3 en Hispanoamérica) es una comedia romántica de 2011 basada en el personaje creado por Leigh Dunlap. Fue dirigida por Damon Santostefano y protagonizada por Lucy Hale, Freddie Stroma, Missi Pyle y Megan Park. La película fue estrenada el 6 de septiembre de 2011 en DVD y distribuida por Warner Premiere. Se estrenó en ABC Family el 22 de enero de 2012.[actualizar]
Se trata de una secuela temática a la película de 2004 A Cinderella Story y la secuela de 2008 Another Cinderella Story, de nuevo repitiendo los mismos temas y situaciones, pero no contiene ningún personaje de las películas anteriores.
El rodaje tuvo lugar en Wilmington, Carolina del Norte en los lugares notables como Airlie Gardens, el centro de Wilmington, St. James Parish, el Inn Graystone y el campus de UNCW.

## Argumento
Esta historia narra sobre la aspirante a cantante Katie Gibbs (Lucy Hale). La chica lidia constantemente con el exceso de trabajo, intimidación y acoso de su segunda familia - Su madrastra Gail (Missy Pyle), hermana adolescente Bev (abreviatura de Beverly), y hermano menor Víctor (Mateo Lintz ). A pesar de lo mal que la tratan, Katie cumple sus órdenes sin quejas... a menos que la enviaran a un orfanato. En un sueño, Katie realiza un video musical de su sencillo ("Run This Town"). Entonces Víctor le despierta, exigiendo el desayuno. En la Academia Wellesley de las Artes, en la que Gail es directora, Guy Morgan (Dikran Tulaine) - El presidente de Massive Records, Inc. - inscribe a su hijo Luke (Freddie Stroma). Katie, con ganas de cambiar su vida para mejor, se cuela su CD de demostración en el maletín de Guy. Tipo quiere Lucas para producir una próxima exhibición en la Academia; Luke, sin embargo, es menor que entusiasmados con seguir los pasos de su padre. 
De vuelta en casa, Bev (Megan Park) quiere ganar un contrato de grabación con Guy. Bev, sin embargo, es una terrible cantante; cuanto más se practica, peor suena. Teléfonos Guy Gail, quien se sorprende al escuchar que él ama demostración de Katie. Gail le dice que era demostración de Bev, que Katie lo robó. Por su parte, Víctor roba la ropa de Katie y la toalla mientras se ducha, su bloqueo de la casa desnuda. Incapaz de volver a entrar, Katie tropieza un Lucas visitar; pensar rápido, ella cubre a sí misma mediante la alfombra de bienvenida. Divertido por la situación, Lucas le da su chaqueta. Mientras Bev da la bienvenida a Lucas, Gail irrumpe en la habitación de Katie y la obliga a cantar. Entonces, después de empujar a Lucas fuera de la casa, Gail planea obtener Bev un contrato de grabación con la voz de Katie. Bev se resiste, pero va junto con esto con el fin de ganar el afecto de Lucas.
En la escuela, Katie y su mejor amiga Angela (Jessalyn Wanlim) escuchan Lucas canto. El trance Katie escribe una canción de su propia, para él, y admite que a ella le gusta. Angela insta a Katie a cantar para él en el baile de Bollywood esa noche, y le da un traje de llevar. Entonces Gail barcazas, obligando a Angela dejar. Gail ordena Katie para cuidar Victor esta noche, ya que ella quiere Bev ganar Lucas sobre la Ball. Katie descubre un sistema de cámaras de seguridad ocultas, que Víctor ha instalado alrededor de la casa. Ella chantajea Ravi (Manu Narayan) - gurú de Gail, que no es el gurú real, pero solo un actor de método de Nueva Jersey que necesitaba el trabajo - en viendo Victor mientras ella va al baile. Hay Katie lleva Lucas fuera y canta ("Extra Ordinaria"). Él está fascinado por su voz. Angela desafía Gail a un baile de Bollywood-off ("Oh Mere Dilruba"). Gail pierde y luego sale de la Bola. Katie intenta vencer a Gail casa, pero sin éxito. Ahora es el turno de Katie para ser chantajeado: Gail votos para expulsar a Angela de la Academia - que va a arruinar sus posibilidades de entrar en Juilliard - a menos Katie canta para Bev. Para guardar la carrera musical de Angela, Katie va junto con Gail ... que luego expulsa Angela todos modos.
Lucas quiere encontrar a la chica que cantaba para él. En la sala de música, ve Bev playback a la voz de Katie ("Make You Believe"). Saltar a la conclusión obvia, pero, mal, Lucas se enamora de Bev y la invita a escribir más canciones con él. Para el horror de Bev, él la trata a un restaurante esa noche. Lucas está sorprendido por aptitud musical "de Bev", sin saber que Katie está enviando mensajes de texto a lo que ella debería decir (porque Bev la obligó a ayudar). Un día después, Lucas deja caer por la casa de Bev y le pega con Víctor, a quien le da clases de guitarra. Katie también se reencuentra con Lucas, que no le gusta cuando tiene que salir otra vez ... esta vez, tirar retrato preciada de Gail - que Víctor ha arruinado cortando su cara. Bev corta en el Lucas, al que luego obliga Victor para ayudarla a engañar ... mediante el uso de dispositivos electrónicos de comunicación en miniatura, para que Katie puede entrenar a ella a través de otra fecha. Katie reúne una canción sobre el terreno ("Posibilidades"), que Lucas canta, pensando que es Bev de. Ella y beso Lucas, que rompe el corazón de Katie. Victor toma nota de la angustia de Katie y está de acuerdo con ella. Lucas se enamora de Bev, sin saber que su forma de cantar y escribir canciones talentos son realmente Katie. Más tarde, Gail revela que ella tiene acceso a los ahorros cuenta abierta por el difunto padre de Katie; ergo, si Katie no se somete a la voluntad de su familia política, que va a ser cortado y sin un centavo. Víctor también descubre que el dinero de su familia es legítimamente Katie. Como resultado, el propio Victor es frecuentemente maltratado por Bev y su madre; comparte no más afecto con ellos que Katie hace. Sentirse culpable por no haber tenido una mejor relación con Katie lo largo de los años - entre otras cosas, ella es la única que recuerda su cumpleaños - Victor se compromete a ayudar a exponer el fraude perpetrado por su familia.
En el escaparate, Víctor sabotea el rendimiento de Bev de ("Make You Believe") mediante la destrucción de su iPhone, en la que es la voz de canto grabado de Katie. Después de amenazar a ahogarse Victor en el fregadero de la cocina por lo que acaba de hacer, Gail obliga a Katie a cantar en vivo en el backstage. Lucas tropieza lo que está sucediendo; se da cuenta por fin que Bev es una falsificación, y que hermosa voz es en realidad Katie. Durante la segunda actuación de Bev, Lucas roba una cámara de vídeo y películas de Katie cantando backstage, exponiendo así a toda la farsa. Gail trata de detener a Lucas, pero Tony se detiene primero. Victor trae Katie escenario para llevar a cabo otra canción ("Bless Myself"). Katie y Lucas admiten sus sentimientos el uno al otro. Chico también le encanta la actuación de Katie, y verdes luces Lucas para producir un álbum para ella. Incluso se compromete a ayudar a Angela entrar en Julliard.
En una escena poscréditos, Guy jura exponer en la junta escolar lo que él piensa de Gail, quien es destituida de su cargo como directora de la Academia Wellesley. Incluso Bev está feliz de librarse de su madre, siendo ajeno a sí misma a formas de manipulación de Gail. Un año después, Gail está de vuelta donde comenzó décadas antes: cantar (horrible) en un rancho. Ella es bombardeada con frutas y abucheada fuera del escenario.

## Reparto
| Actor           | Personaje                   | Descripción                                                                                          |
| --------------- | --------------------------- | --- |
| Lucy Hale       | Katie Gibbs                 | el personaje de Cenicienta en la película.                                                           |
| Freddie Stroma  | Luke Morgan                 | el personaje de Príncipe Azul en la película.                                                        |
| Missi Pyle      | Gail Van Ravensway          | el personaje de Madrastra en la película.                                                            |
| Megan Park      | Beverly "Bev" Van Ravensway | el personaje de Hermanastra en la película.                                                          |
| Jessalyn Wanlim | Ángela                      | mejor y única amiga de Katie ya que tanto su madre y su padre murió, el hada madrina de la película. |
| Matthew Lintz   | Víctor Van Ravensway        | el personaje de Hermanastro en la película, y el primer Hermanastro.                                 |
| Manu Narayan    | Tony (Ravi) Gupta.          | |
| Titus Makin Jr. | Mickey O' Malley            | el personaje de Duke en la película.                                                                 |
| Dikran Tulaine  | Guy Morgan                  | el personaje de Rey en la película.                                                                  |
| Onira Tares     | Chica Loca                  | la fan obsesionada.                                                                                  |

## Banda sonora
La banda sonora fue escrita por Antonina Armato, Tim James, Devrim Karaoglu, y Adam Schmalholz y fue producida por Rock Mafia. Fue lanzado por Warner Bros. Records, que alcanzó el número 112 en el Billboard 200 el 27 de diciembre de 2011. También alcanzó el número siete en el Billboard's Soundtrack.

### Lista de canciones
| N.º   | Título                               | Duración |  |
| 1.    | «Run This Town» (Lucy Hale)          | 3:55     |  |
| 2.    | «Bless Myself» (Lucy Hale)           | 3:41     |  |
| 3.    | «Make You Believe» (Lucy Hale)       | 3:31     |  |
| 4.    | «Knockin» (Freddie Stroma)           | 2:59     |  |
| 5.    | «Extra Ordinary» (Lucy Hale)         | 3:00     |  |
| 6.    | «Oh Mere Dilruba» (Manu Narayan)     | 3:24     |  |
| 7.    | «Possibilities» (Freddie Stroma)     | 3:13     |  |
| 8.    | «Twisted Serenade» (Big Pain Ticket) | 2:26     |  |
| 9.    | «Knockin» (Oral Majority)            | 2:28     |  |
| 10.   | «Crazy Girl» (The Co-Writes)         | 2:56     |  |
| 32:21 |                                      |          |  |

### Canciones que no están en la banda sonora
| N.º | Título                                     | Duración |  |
| 1.  | «Not My Color, Not My Size» (James Renald) | 3:56     |  |
| 2.  | «I Aint Gonna Leap» (Missi Pyle)           | 3:11     |  |
| 3.  | «She's Terrible» (Lucy Hale)               | 3:36     |  |
| 4.  | «Out Here» (Oral Majority)                 | 2:02     |  |
| 5.  | «Party All Night» (Fablo Legarda)          | 3:01     |  |
| 6.  | «I Love the Way You Love Me» (Crazy Girl)  | 3:30     |  |
| 7.  | «Ramon's Jam» (Ramon Stagnaro)             | 3:20     |  |
| 8.  | «Caribbean Girl» (Fablo Legarda)           | 2:20     |  |
| 9.  | «Make You Believe» (Missi Pyle)            | 2:28     |  |